# 近衞忠大
近衞 忠大（このえ ただひろ、1970年〈昭和45年〉7月18日 - ）は、日本のクリエイティブ・ディレクター、デザイナー、映像作家、ブランディング・アドバイザー。武蔵野美術大学造形学部映像学科（一期生）卒業。宮内庁式部職として宮中歌会始で講師 （こうじ）を務める。公益財団法人陽明文庫評議員、公益財団法人十四世六平太記念財団理事長（能・喜多流の財団）。父は五摂家筆頭の近衞家（陽明家とも）当主で、日本赤十字社名誉社長・近衞忠煇。母は三笠宮崇仁親王と同妃百合子の第一女子・近衞甯子（甯子内親王）。表記は「衞」が正しい。

## 来歴
- 1970年（昭和45年）東京都港区に生まれる。
- 1990年（平成2年）学習院高等科卒業。
- 1994年（平成6年）武蔵野美術大学造形学部映像学科卒業後、NHK入職。映像ディレクターとして活動する。
- 1996年（平成8年）NHK退職後、海外遊学。SUNプロデュースに所属し、テレビ番組やイベント企画を担当。
- 1997年（平成9年）宮内庁式部職宮中歌会始講師（現職）
- 2004年（平成16年）『GTパートナーズ株式会社』事業開始
- 2013年（平成25年）『株式会社Colours International』取締役
- 2015年（平成27年）『公益財団法人 陽明文庫』 評議員（現職）
- 2016年（平成28年）『公益財団法人 十四世六平太記念財団』 理事長（現職）[1]
- 2018年（平成30年）『株式会社curioswitch』代表取締役（現職）[2]
- 2020年（令和2年）観光庁『上質なインバウンド観光サービス創出に向けた観光戦略検討委員会』委員[3]
- 2021年（令和3年）観光庁『地方における高付加価値なインバウンド観光地づくり検討委員会』委員（現職）[4]
- 2021年（令和3年）『特定非営利活動法人七五』理事長（現職）[5]

## 人物
- 松濤幼稚園（渋谷区松濤）に一時在籍し、妻の久邇桂子も同幼稚園出身である。
- 少年期の8年間、父・忠煇がスイスに赴任していた関係でジュネーブで育った。このため、自身も英語、フランス語を話すトリリンガルである。
- 自身もバックパッカーとして世界中を旅していたことや、番組制作による海外出張などで数多くの諸外国を訪れており、その経験も現在までの活動に大きく活きている。
- 従兄弟にあたる千宗左（表千家15代家元）とは、京都と東京で離れていたが、夏になると共通の祖父細川護貞の別荘がある軽井沢でよく一緒に過ごしていたため、親交が深い[6]。
- フリーランスを経て立ち上げたGTパートナーズの事業を開始してからは、クリエイティブ・ディレクターとして映像やイベント企画を中心に活動している。
  - 古巣・NHKをはじめとする様々な番組制作に映像ディレクターとして携わる一方、ファッションブランドのイベントプロデュース、デザインと幅広く活躍する一方で、日本文化を紹介する活動も行っている。これは中臣鎌足以降、日本文化と寄り添い存続してきた近衞家の次期当主として生まれながら、海外文化に囲まれて育ったという特異な境遇を利用し、若い世代への文化継承や、語学力を生かし海外に日本文化を紹介するものである。
- テレビや雑誌などへの取材寄稿も精力的に行っており、NHKドキュメンタリー「近衞家の太平洋戦争」がある。
- 近衞家次期当主として、宮中歌会始にて講師（こうじ＝和歌の読み手）を務め、それに関連して国立劇場、南座、愛知万博などでは実際に平安時代の装束を纏い、平安の昔を再現しながら和歌を詠むという試みにも参加するなど、和歌文化の継承にも注力している。CDブックに「和歌を歌う・歌会始と和歌披講」などがある。
- 2015年、ミラノ国際博覧会において「ジャパンサローネ」クリエイティブ・ディレクターを務める。[7]
- 2021年、名古屋コンベンションビューロー、徳川美術館との実行委員会形式により、名古屋・徳川美術館にて「TOKUGAWA NIGHT MUSEUM」を開催。[8]
- 2021年、和歌にまつわる上質な日本文化に触れて頂くプロジェクト「わかまつり」を発足。品川・天王洲のB&C HALLにて1回目のイベントを開催。[9]
- 2024年、自身が手がけたインバウンド向けプログラム「Opening the Door to the YOMEI BUNKO - The Time Capsule of 1000 Year Old Treasure -」が、The 4th Annual Anthem AwardsのEducation, Art & Culture Event部門にてGOLDを受賞。

## 系譜
| 近衞忠大 | 父: 近衞忠煇 | 祖父: 細川護貞           | 曾祖父: 細川護立   |
| 近衞忠大 | 父: 近衞忠煇 | 祖父: 細川護貞           | 曾祖母: 細川博子   |
| 近衞忠大 | 父: 近衞忠煇 | 祖母: 細川温子           | 曾祖父: 近衞文麿   |
| 近衞忠大 | 父: 近衞忠煇 | 祖母: 細川温子           | 曾祖母: 近衞千代子 |
| 近衞忠大 | 母: 近衞甯子 | 祖父: 崇仁親王（三笠宮） | 曾祖父: 大正天皇   |
| 近衞忠大 | 母: 近衞甯子 | 祖父: 崇仁親王（三笠宮） | 曾祖母: 貞明皇后   |
| 近衞忠大 | 母: 近衞甯子 | 祖母: 百合子             | 曾祖父: 高木正得   |
| 近衞忠大 | 母: 近衞甯子 | 祖母: 百合子             | 曾祖母: 高木邦子   |

- 高祖父：細川護久（熊本藩第12代藩主・藩知事）
- 高祖父：池田詮政（侯爵、元貴族院議員）
- 高祖父：近衞篤麿（近衞家第29代当主、第3代貴族院議長、第7代学習院院長）
- 高祖父：毛利高範（子爵、元貴族院議員）
- 高祖父：明治天皇
- 高祖母：柳原愛子
- 高祖父：九条道孝（公爵、元貴族院議員）
- 高祖父：高木正善（丹南藩第13代藩主）
- 高祖父：入江為守（元貴族院議員）
- 曾祖父：細川護立（細川家第16代当主、元貴族院議員）
- 曾祖父：近衞文麿（近衞家第30代当主、元首相）
- 曾祖母：近衞千代子
- 曾祖父：大正天皇
- 曾祖母：貞明皇后
- 曾祖父：高木正得（昆虫学者、元貴族院議員）
- 祖父：細川護貞（細川家第17代当主、元内閣総理大臣秘書官）
- 祖母：細川温子（近衞文麿次女）
- 祖父：三笠宮崇仁親王
- 祖母：三笠宮妃百合子
- 伯父：細川護熙（細川家第18代当主、元首相）
- 父：近衞忠煇（近衞家第32代当主、社団法人日本赤十字社名誉社長）
- 母：近衞甯子（三笠宮崇仁親王の第一女子）
- 妻：近衞桂子（旧宮家の久邇朝建（久邇宮朝融王の第二男子、朝建王）長女。サクラクレパス社長・西村俊一 (実業家)の孫）
  - 桂子との間に二男一女がいる[10][11]。

## 著書
- NHK「真珠湾への道」取材班と共著 『近衞家の太平洋戦争』（日本放送出版協会、2004年）

## 陽明文庫
- 陽明文庫（ようめいぶんこ）は京都市右京区宇多野上ノ谷町にある歴史資料保存施設。近衞家伝来の古文書（こもんじょ）、典籍、記録、日記、書状、古美術品など約20万点に及ぶ史料を保管している。2015年より評議員を務める。